# باغستان‌های شعله‌ور
باغستان‌های شعله‌ور (به ارمنی: Այրվող այգեստաններ) رمانی است از گورگن ماهاری رمان‌نویس معاصر ارمنستان که اولین بار در سال ۱۹۶۶ در ایروان به چاپ رسید. این اثر در دوران چاپش واکنش‌های منفی بسیاری را برانگیخت؛ با این‌وجود این اثر هم‌اکنون یکی از آثار برجستهٔ ادبیات دوران شوروی ارمنستان به شمار می‌رود.

## داستان
قهرمان اصلی کتاب بازرگانی است به نام «آوانس آقا»، که با انقلابیون فدراسیون انقلابی ارمنی که در شهر فعال هستند میانه خوشی ندارد. انقلابیون برای تأمین هزینه‌های مبارزات‌شان از بازرگانان پول می‌خواهند و اگر ندهند دست به ترور می‌زنند. آوانس آقا اعتقاد دارد زندگی مهم‌تر از مرگ است در حالی که حرکت‌های انقلابی تکیه‌شان بیشتر بر مرگ‌خواهی است. با وجود این، از اینکه بچه‌هایش در جنگ مقاومت شرکت می‌کنند به خود می‌بالد. او در گیرودار جنگ مقاومت با زن برادرش روابط عاشقانه دارد. مخالفان کتاب می‌گفتند که ماهاری جنگ آزادی‌بخش را به سُخره گرفته و تصویر زشتی از فعالیت احزاب سیاسی ترسیم کرده‌است. می‌گفتند به نگاه تاریخ‌نگاری تُرک تن داده‌است که برابر آن گویی قتل‌عام ارامنه به خاطر فعالیت‌های انقلابیون ارمنی رخ داده‌است. دیگر اعتراض مخالفان این بود که ماهاری به تفصیل به عشق یکی دیگر از قهرمانانش با زنی تُرک پرداخته‌است و یک والی تُرک را شخصیتی لیبرال و مثبت تصویر کرده‌است.

## واکنش‌ها به کتاب
در سال ۱۹۶۶ که این کتاب در ایروان منتشر شد خشم مردم، روشنفکران، انجمن نویسندگان ارمنستان، حزب کمونیست ارمنستان و فدراسیون انقلابی ارمنی در دیاسپورا را برانگیخت. نویسندهٔ آن گورگن ماهاری تحت فشار قرار گرفت که در رمان خود تجدید نظر کرده و نگارش جدیدی از آن را برای انتشار آماده کند، در دانشگاه ایروان همایشی برگزار شد و طی آن رسماً کتاب را به آتش کشیدند، نویسنده و خانواده‌اش را که به هنگام انتشار کتاب در خارج از ارمنستان به سر می‌بردند تهدید کردند که اگر به ارمنستان برگردند کشته خواهند شد و چون گوش نسپردند و برگشتند، به طرف خانه‌شان سنگ و پوست هندوانه و آشغال پرتاب کردند.
گورگن ماهاری کمتر از دو سال بعد از انتشار این کتاب از دنیا رفت، در حالی که در انزوا زندگی می‌کرد و روانش از این‌همه نامردمی مکدر بود. امروز از کتاب او و خودش اعادهٔ حیثیت شده‌است. انجمن نویسندگان که او را اخراج کرده بود صدمین سالگرد تولد او را جشن می‌گیرد و کتاب را یکی از چند رمان مهم ارمنی می‌دانند. اما کسی نمی‌گوید آن رفتار وحشیانه با نویسنده‌ای بزرگ که قتل‌عام و تبعید در سیبری را از سر گذرانده بود، محصول چه طرز تفکری بود. امروز کتاب باغستان‌های شعله‌ور به انگلیسی ترجمه شده و ارزش‌های ادبی آن روز به روز بیشتر آشکار می‌شود.

## پی‌نوشت
1. ↑  صافاریان، «باغستان‌های شعله‌ور در شعله‌های آتش»، دوهفته‌نامهٔ «هویس».
2. ↑  صافاریان، «باغستان‌های شعله‌ور در شعله‌های آتش»، دوهفته‌نامهٔ «هویس».
3. ↑  صافاریان، «باغستان‌های شعله‌ور در شعله‌های آتش»، دوهفته‌نامه «هویس».
4. ↑  صافاریان، «باغستان‌های شعله‌ور در شعله‌های آتش»، دوهفته‌نامهٔ «هویس».